# Exposición Nacional de 1898

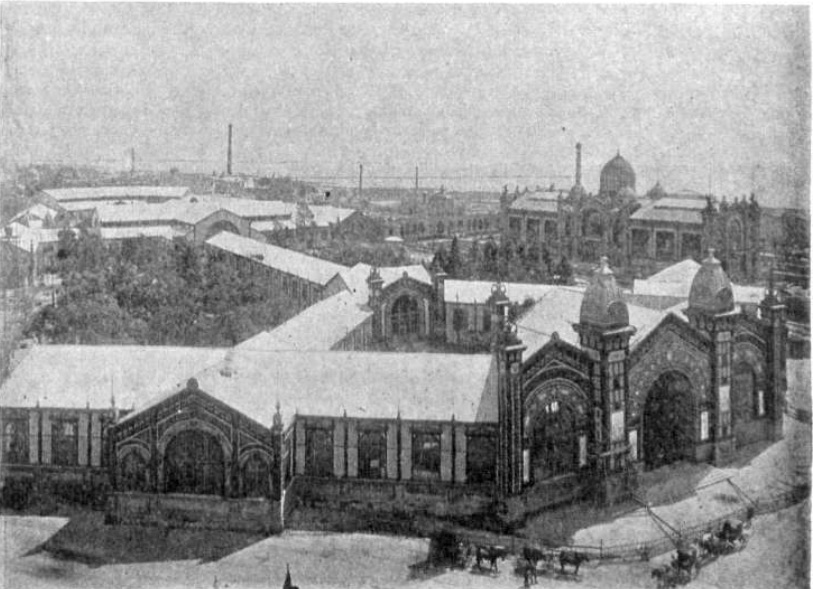
Vista general de la Exposición de 1898. Atrás, a la derecha, se distingue el Pabellón Argentino

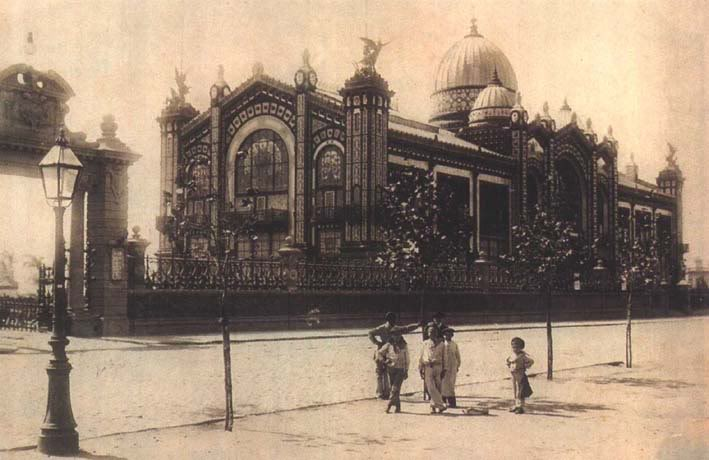
El Pabellón Argentino, sede de la Exposición en 1898

La Exposición Nacional de 1898 fue un gran evento realizado en la Plaza San Martín, dentro del barrio de Retiro en la ciudad de Buenos Aires, Argentina.
La iniciativa de desarrollar esta exhibición correspondió al expresidente Carlos Pellegrini. Se organizó una Comisión responsable de la organización del evento que tuvo como presidente a Vicente Casares, y como secretario a Jorge Williams. Se decidió que los fondos serían destinados al Patronato de la Infancia, institución benéfica presidida en ese momento por Francisco Uriburu y por Teodelina Alvear de Lezica.
Se eligió para realizar la exposición los terrenos de la Plaza San Martín, donde en 1894 se había inaugurado el Pabellón Argentino. Este edificio de hierro y vidrio había sido construido originalmente para representar al país en la Exposición Universal de París de 1889. Luego de la finalización del evento, fue desmontado y trasladado a Buenos Aires por iniciativa del intendente Francisco Seeber, y emplazado en la Plaza San Martín, donde permanecería hasta 1934, cuando se desmontó definitivamente y sus partes fueron rematadas.
También se hallaba a su lado un edificio similar, proyectado por el arquitecto Carlos Morra, pensado para Confitería y Cervecería Bieckert, una iniciativa comercial que no prosperó y fue abandonada. 
El ingeniero Pablo Blot, exjefe de Obras Públicas de la Municipalidad de Buenos Aires fue el encargado de los planos de la sede de la Exposición, uniendo los edificios del Pabellón Argentino y la confitería. Los trabajos fueron dirigidos por el ingeniero Segui.
La inauguración de la exposición estaba pensada para el 9 de octubre de 1898, pero considerando que Julio Argentino Roca asumiría la Presidencia por segunda vez el día 12 de ese mes, fue trasladada a la semana siguiente, el día 16. En ese contexto, Argentina estaba centrada en el conflicto de límites con Chile a lo largo de la Cordillera de los Andes, y se temía un conflicto armado, por lo cual la exposición fue pensada como una muestra de que si el país "sabe agotar sus recursos en la adquisición de elementos de guerra, sabe también recuperarlos con la labor honesta é inteligente."
Roca y su gabinete de ministro inauguraron finalmente la exposición, y la revista Caras y Caretas, recién fundada, relató en sus primeros números la concurrencia:

Las damas más distinguidas de Buenos Aires llenaban los amplios salones, curioseando las novedades y agregando una nota graciosa y simpática á aquel hermoso conjunto en que están representadas todas las fuerzas vivas de la patria.

En el recinto, artísticamente adornado, se dió cita el día de la apertura todo lo más encumbrado de la banca, las artes, las ciencias, el comercio y la industria (...). 

Alegra la vista y levanta el ánimo contemplar los brillantes escaparates, que rebosan de artículos que hasta hace poco eran renglón de importación europea; los hermosos kioscos, formados con la materia prima de industrias diversas que el país exportará y las instalaciones caprichosas en que nuestros comerciantes afamados presentan sus mercaderías

Se encontraban en la muestra tanto locales de exposición y venta de licores, como de instrumentos musicales, galletitas como juegos y entretenimientos, entre ellos la Granja Blanca.